# Hălmăgel, Arad
Hălmăgel (în maghiară: Kishalmágy) este satul de reședință al comunei cu același nume din județul Arad, Crișana, România.

## Personalități
- Puiu Codreanu (n. 1972), interpret de muzica populara și de petrecere

## Așezare
Localitatea Hălmăgel este situată în partea de est a județului Arad, în Depresiunea Hălmagiu, la poalele Munților Bihor, pe râul Hălmăgel, la o distanță de 140 km față de municipiul Arad.

## Istoric
Prima atestare documentară a localității Hălmăgel datează din anul 1439. 

## Economia
Deși economia este una predominant agrară, axată pe creșterea animalelor și cultivarea pământului, exploatările forestiere, industria prelucrării lemnului, industria alimentară și industria materialelor de construcții sunt bine reprezentate.

## Turism
Peisajele montane desprinse de pe versanții sud-vestici ai Munților Găina, bogăția etno-folclorică a zonei și arhitectura tradițională fac din teritoriul localității o zonă turistică atractivă.
Serbarea câmpenească "Târgul de fete de pe Muntele Găina", este manifestarea cea mai importantă din zonă care adună mii de turiști. Serbarea are loc în fiecare an în duminica Sfântului Ilie (cea mai apropiată duminică din jurul datei de 20 iulie). 